# Grumman TBF
Die Grumman TBF „Avenger“ war ein einmotoriges Kampfflugzeug aus US-amerikanischer Produktion. Sie war der Standard-Torpedobomber der United States Navy in den letzten Jahren des Zweiten Weltkrieges und der darauffolgenden Zeit.

## Geschichte

### Entwicklung und Zweiter Weltkrieg
Die Avenger (englisch für „Rächer“) wurde 1939 aufgrund einer Ausschreibung der US Navy für einen neuen Torpedobomber entwickelt, der die veraltete Douglas TBD Devastator ersetzen sollte. Im August 1939 wurden dafür von sechs Unternehmen dreizehn Designstudien eingereicht, unter anderem auch das Modell Consolidated Vultee TBY Sea Wolf. Einer von zwei Entwürfen der Firma Grumman – die bis dahin Hauptlieferant für die Jagdflugzeuge der Navy war – wurde am 8. April 1940 für die Serienfertigung ausgewählt. Der Erstflug des Prototyps XBTF-1 der unter dem Projektnamen G-40 entwickelten dreisitzigen TBF-1 erfolgte am 7. August 1941. Ein zweites Versuchsmuster startete am 15. Dezember 1941. Im selben Monat erhielt die TBF von der US Navy den offiziellen Beinamen Avenger. Die Serienproduktion begann im Januar 1942 bei Grumman. Die erste Lieferung von 100 Flugzeugen erreichte Pearl Harbor kurz vor der Schlacht um Midway im Juni 1942 – zu spät, um die Torpedostaffeln der US-Flugzeugträger auf das neue Modell umzurüsten. So nahm nur eine Gruppe von Freiwilligen der Torpedostaffel VT-8 mit sechs TBF-1 von Midway aus an der Schlacht teil. Von den ohne Jagdschutz eingesetzten Avengers wurden alle bis auf eine schwer beschädigte Maschine abgeschossen. Nach Midway wurden alle Torpedostaffeln der Navy von der Devastator auf die Avenger umgerüstet. Das US Marine Corps rüstete ab September 1942 die erste von 23 Staffeln auf die Avenger um.
Da die US Navy immer mehr Avengers benötigte und Grumman bereits mit der Produktion der F6F Hellcat ausgelastet war, musste ab Ende 1942 die General Motors Company einspringen, um die geforderte Stückzahl zu produzieren (die von General Motors gebauten 7.546 Maschinen trugen die Bezeichnung TBM). Die Stückzahl aller gebauten Avengers beläuft sich auf 9.836 Maschinen, wovon 921 Maschinen an die britische Royal Navy und 63 Maschinen an die Royal New Zealand Air Force geliefert wurden. Diese Menge zeigt auch die Bedeutung dieses Flugzeugtyps für die Marine.

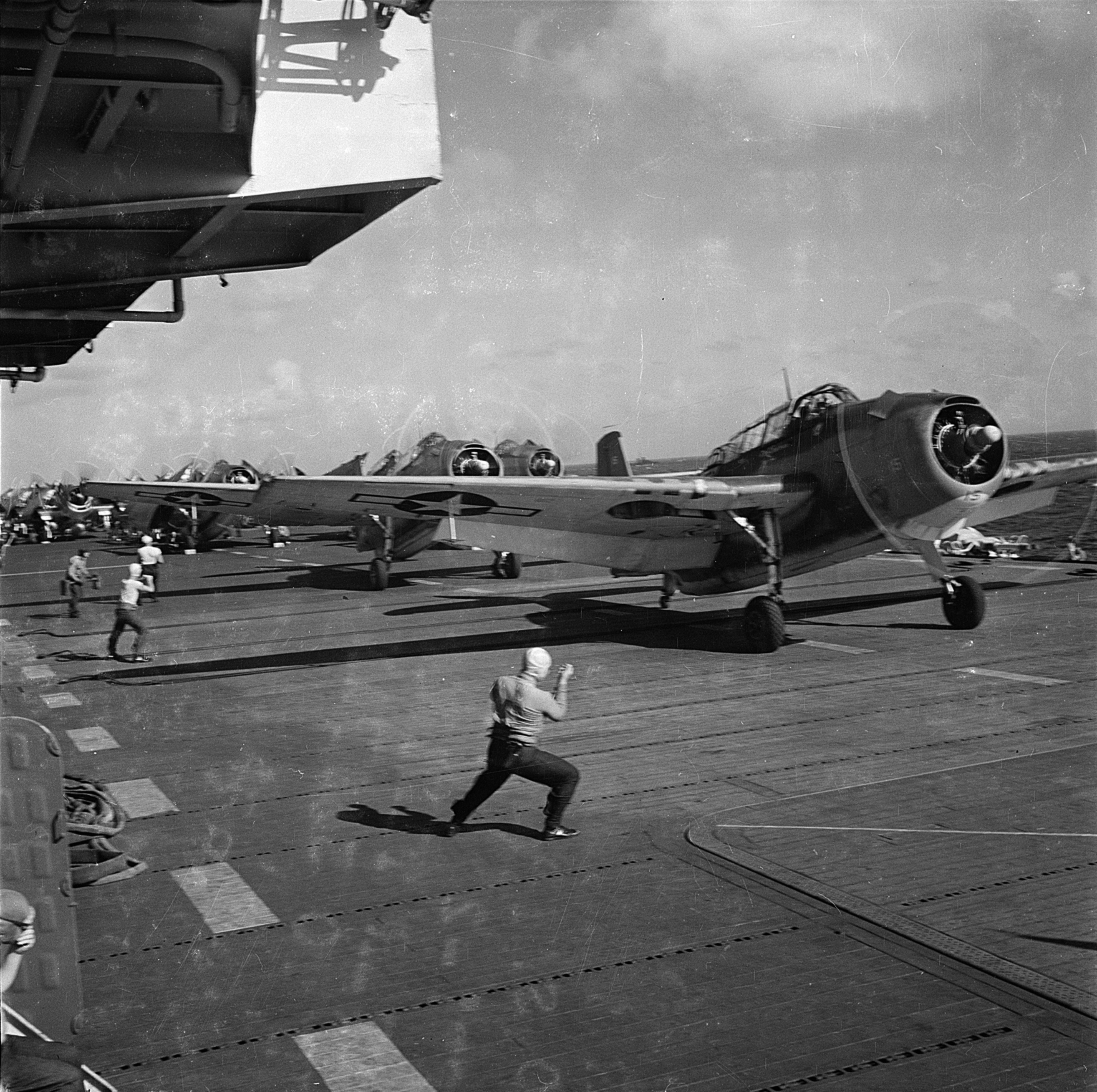
TBF-1 der Staffel VT-28 starten von der Monterey, 1944

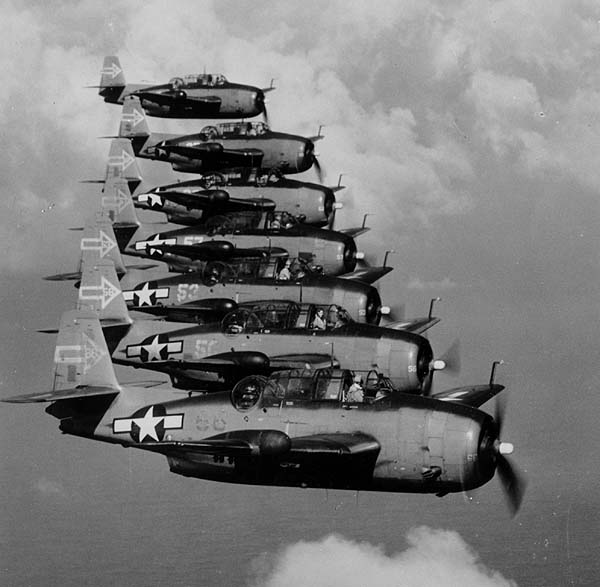
TBM-3D „Avenger“ der Enterprise, 1945

Während des Zweiten Weltkriegs wurde das Design nur leicht verändert. Über 1.000 TBF/TBMs (genannt Tarpon MK I und später Avenger MK I) wurden auch von der Fleet Air Arm der Royal Navy auf den Kriegsschauplätzen im Atlantik und Pazifik eingesetzt. Die Avenger wurde auch von der Royal New Zealand Air Force genutzt.
Eine große Zahl Avengers wurde ab Ende 1943 ab Werk oder durch Nachrüstung mit einem ASD-1-Zentimeterwellenradar (AN/APS-3) ausgestattet, das in einem Behälter am rechten Vorderflügel montiert war und feindliche Flugzeuge, Schiffe und U-Boote aufspüren konnte. Diese wurden als TBF-1C und -1D bezeichnet; sie erhielten auch eine geänderte MG-Bewaffnung und konnten ungelenkte Raketen einsetzen. Die TBF-1E erhielt ein An/APS-4-Radar, die TBF-1L einen ausfahrbaren Suchscheinwerfer und die TBF-1P diente als Fotoaufklärer. Ein einzelner Prototyp XTBF-2 diente der Erprobung eines neuen Motors. Die zweitwichtigste Variante der Avenger war die mit einem stärkeren Motor und einem besser für den Nachteinsatz geeigneten Cockpit ausgestattete TBM-3. Deren Prototyp XTBF-3 flog erstmals im Juni 1943. Ihre speziellen Tragflächen erlaubten es, Raketen und Außentanks zu tragen. Eine große Anzahl dieser TBM-3 wurde ohne Heck-MG ausgeliefert.
Die Torpedokapazität der Avenger hatte auch große Wirkung auf die japanische Flotte während des Zweiten Weltkrieges, und die robuste Bauweise machte sie weniger anfällig für die gegnerische Flugabwehr.
Der spätere US-Präsident George H. W. Bush flog als damals jüngster Navy-Pilot die „White 2“ Avenger bei der VT-51 (San Jacinto).

### Nach dem Krieg
Nach dem Krieg wurde die Zahl der Flugzeuge stark verringert und in den nächsten drei Jahren alleine in fünfzehn Staffeln ausgemustert. Die Avenger fand jedoch in verschiedenen Nischen der Marinefliegerei ihren Platz. Die US Navy nutzte sie als Such- und Rettungsflugzeug (SAR), Allwetter-Nachtbomber (TBM-3N), Träger für elektronische Gegenmaßnahmen (TBM-3Q), Photoaufklärer (TBM-3P), Verbindungs- und Versorgungsflugzeug für Flugzeugträgern (TBM-3R) und als Ziel-Schleppflugzeug bei Schießübungen (TBM-3U). So diente die TBM-3E, die ein AN/APS-4-Radar unter der rechten Tragfläche mitführen konnte, als Torpedobomber. Die TBM-3W und TBM-3W2 diente der Suche nach U-Booten und war dazu mit dem weiterreichenden AN/APS-20-Radar, die TBM-3H mit Suchradar und TBM-3L mit Suchscheinwerfern ausgerüstet. Die Bekämpfung der U-Boote übernahmen dann TBM-3S und TBM-3S2. Im Koreakrieg wurde sie zum Transport von Verwundeten und mit ausgebauter Bewaffnung und Panzerung zur Versorgung der Flugzeugträger eingesetzt.
1953 wurden Anti-Unterseeboot-Versionen der Avenger von der Royal Navy bestellt. Diese Versionen liefen unter dem Mutual Defense Assistance Program (MDAP). Bis 1955 waren die Avenger AS Mk IV oder auch AS Mk V im Dienst und wurden dann durch die Einführung der Fairey Gannet außer Dienst gestellt. Unter dem MDAP-Program wurden diese Flugzeuge auch nach Frankreich, Japan, Kanada und in die Niederlande exportiert.
In den USA wurden 1954 die letzten TBM-3S und 1956 die letzten TBM-3W2 außer Dienst gestellt.
1945 beauftragte die School of Forestry der University of California eine Studie, die ermitteln sollte, wie man die Wasserladung eines Löschflugzeugs am effektivsten auf einen Waldbrand abwirft. Sie bauten einen Wassertank in die Torpedoabwurf-Vorrichtung einer Avenger ein. Ein Pilot flog damit zahlreiche praktische Versuche und warf Wasser aus unterschiedlichen Höhen und bei unterschiedlichen Windstärken und Windrichtungen ab (Operation Firestop). Die Studienergebnisse wurden weltweit rezipiert. Zahlreiche Avengers wurden zu Löschflugzeugen umgebaut; 1971 waren 43 im Einsatz. Größter Operator war das Unternehmen Forest Protection Ltd in New Brunswick; es betrieb zwölf Avengers und stellte die letzte erst 2012 außer Dienst.

### Heute
Einige Avengers sind noch nach 60 Jahren im Dienst, so beispielsweise in Kanada als Beobachtungsmaschine bzw. Brandbekämpfungsflugzeug über den kanadischen Wäldern. Viele Avengers haben auch ihren Weg in Flugzeugmuseen und zu Sammlern gefunden.

## Nutzer

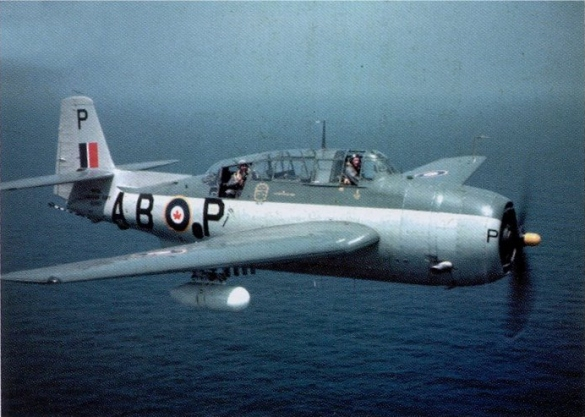
Kanadische Avenger AS.3 der Magnificent um 1951

Brasilien
 Kanada
 Frankreich
 Japan
 Niederlande
 Neuseeland
 Vereinigtes Königreich
 Vereinigte Staaten
- United States Navy
- United States Marine Corps

 Uruguay

## Konstruktion
Die Avenger war ein Ganzmetall-Mitteldecker mit für den Flugzeugträgereinsatz faltbaren Tragflächen. Als Antrieb diente ein 14-Zylinder-Doppel-Sternmotor R-2600 Cyclone von Wright mit bis zu 1305 kW Leistung und einem Dreiblattpropeller. Der interne Treibstoffvorrat betrug 1268 Liter. Das Heckradfahrwerk war einziehbar, einfach bereift und robust gebaut, um auch Landungen mit bis zu 5 m/s Sinkgeschwindigkeit standzuhalten. Die Kabine für die dreiköpfige Besatzung konnte durch eine Tür in der rechten hinteren Rumpfseite betreten werden. Pilot und Navigator blicken dabei in Flugrichtung, der Funker in Richtung Heck. Navigator und Funker waren gleichzeitig MG- und Bombenschützen. Als Bewaffnung kamen je nach Version ein elektrisch betriebenes 12,7-mm-MG mit 400 Schuss Munition auf dem Rumpf hinter dem Cockpit, ein 7,62-mm-MG mit 300 Schuss Munition vor dem Cockpit sowie ein 7,62-mm-MG mit 500 Schuss Munition unter dem Hinterrumpf zum Einsatz. Weiterhin konnten im Bombenschacht 908 kg Bomben, ein 558-mm-Torpedo Mk.13 oder ein 1041-Liter-Zusatztank mitgeführt werden. Ab der TBF-1C wurden statt des 7,62-mm-Bug-MG zwei 12,7-mm-MG mit je 600 Schuss Munition in den Tragflächenwurzeln eingebaut.

## Produktion
Abnahme der Grumman Avenger durch die US Navy:
| Hersteller          | Version | 1941 | 1942 | 1943  | 1944  | 1945  | SUMME |
| ------------------- | ------- | ---- | ---- | ----- | ----- | ----- | ----- |
| Grumman, Bethpage   | XTBF-1  | 1    | 1    |       |       |       | 2     |
| Grumman, Bethpage   | TBF-1   | 1    | 646  | 879   |       |       | 1.526 |
| Grumman, Bethpage   | TBF-1C  |      |      | 765   |       |       | 765   |
| GM Eastern, Trenton | TBM-1   |      | 3    | 547   |       |       | 550   |
| GM Eastern, Trenton | TBM-1C  |      |      | 563   | 1.773 |       | 2.336 |
| GM Eastern, Trenton | TBM-3   |      |      |       | 1.708 | 2.303 | 4.011 |
| GM Eastern, Trenton | TBM-3E  |      |      |       |       | 647   | 647   |
| GM Eastern, Trenton | XTBM-4  |      |      |       |       | 3     | 3     |
| SUMME               |         | 2    | 650  | 2.754 | 3.481 | 2.953 | 9.840 |

## Technische Daten

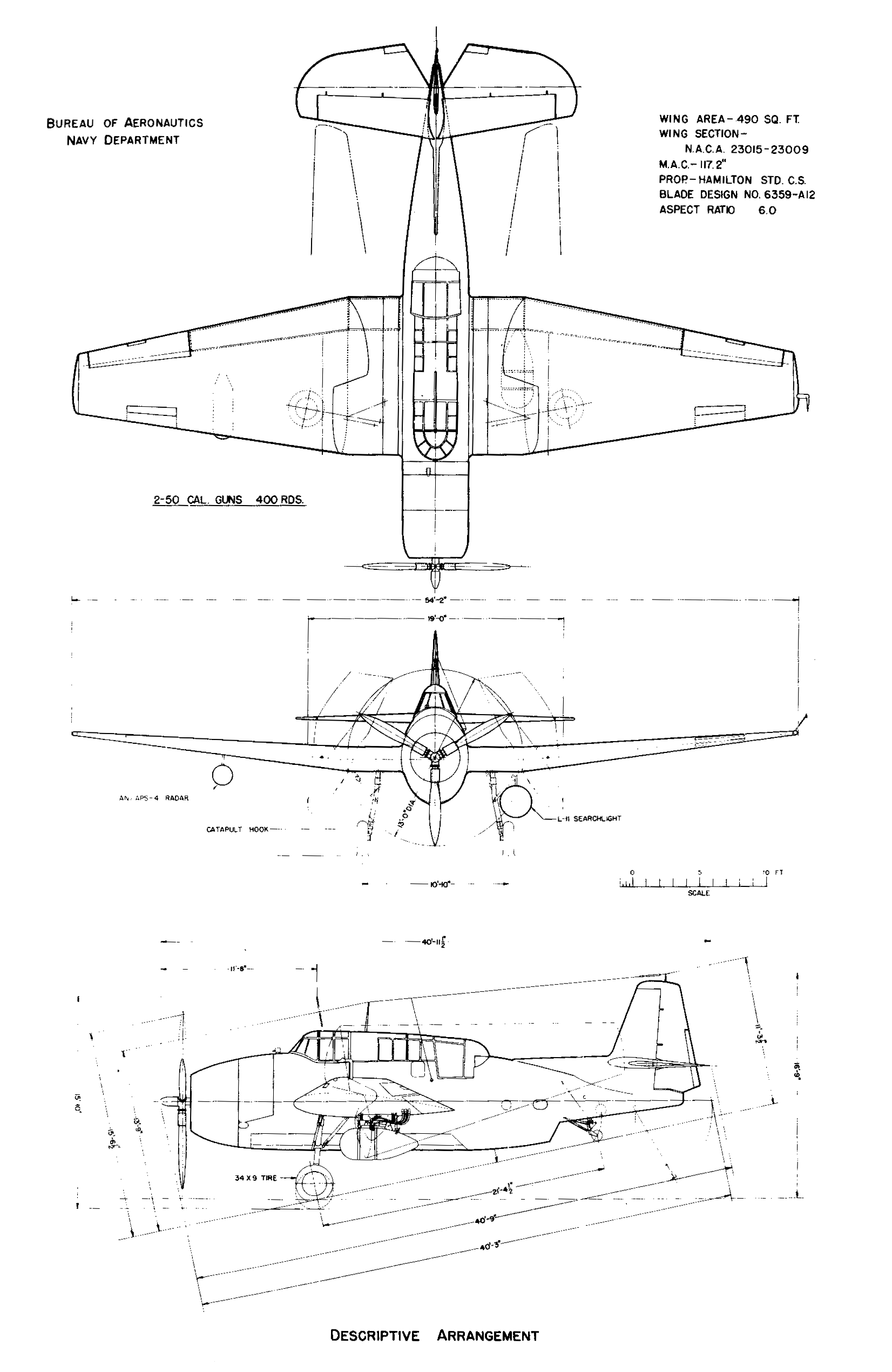
3-Seiten-Riss der Grumman TBM-3S Avenger

| Parameter             | Daten für TBF-1C |
| --------------------- | --- |
| Name                  | Grumman TBF Avenger / General Motors TBM Avenger |
| Hersteller            | Grumman |
| Typ                   | Torpedobomber |
| Hauptversionen        | TBF-1, TBM-1, TBM-3 |
| Besatzung             | 3 |
| Länge                 | 12,20 m |
| Spannweite            | 16,51 m |
| Höhe                  | 5,00 m |
| Flügelfläche          | 45,52 m² |
| Flügelstreckung       | 6,0 |
| Leermasse             | 4.788 kg |
| Startmasse            | 7.876 kg |
| Höchstgeschwindigkeit | 436 km/h |
| Marschgeschwindigkeit | 233 km/h |
| Steigrate             | 7,3 m/s |
| Dienstgipfelhöhe      | 6.830 m |
| Reichweite            | 4.320 km |
| Triebwerke            | 1 Wright R-2600-8 Cyclone, 14 Zylinder, 1.700 PS (1.267 kW) |
| Bewaffnung            | ein 7,62-mm-MG in der Flugzeugnase (frühe Modelle) oder zwei 12,7-mm-MG in den Flügelwurzeln ein 7,62-mm-MG im Rumpf schräg nach hinten feuernd ein 12,7-mm-MG in der Heckkanzel eine 2000-Pfund- oder vier 500-Pfund-Bomben oder ein 907-kg-Torpedo im Bombenschacht Flügelstationen für acht 5-Zoll-Raketen und Zusatztanks (TBM-3) |